# Rosenthal Seamount
Koordinaten: 68° 38′ S, 97° 5′ W
Der Rosenthal Seamount ist ein in mindestens 2270 Metern Meerestiefe liegender Tiefseeberg. Er liegt westlich der Peter-I.-Insel in der antarktischen Bellingshausen-See.
Das deutsche Forschungsschiff Polarstern entdeckte ihn im April 1995. Der Vermessungsingenieur und Glaziologe Heinrich Hinze vom Alfred-Wegener-Institut benannte ihn 1997 nach Albert Rosenthal (1828–1882), Direktor der Deutschen Polar-Schifffahrtsgesellschaft.